# My Singing Monsters
My Singing Monsters (укр. Мої співочі монстри) — музична комп'ютерна гра, розроблена канадською студією Big Blue Bubble за підтримки Канадського медіа-фонду. Випуск гри відбувся у 2012 року для iOS і Android.

## Ігровий процес
Геймплей полягає у розведенні спеціальних співочих монстрів. Ціль гри — зібрати власний оркестр. Чим більше у гравця монстрів, тим більше монет від заробляє. Монстри, яких можна купити за діаманти або вивести шляхом схрещування, поступово заселяють кілька островів: Рослин, Холоду, Повітря, Води, Землі, Вогняний притулок, Вогняний оазис, та інші.
У грі присутні прикраси, спеціальні будівлі та внутрішньоігрова валюта: монети, діаманти, реліквії, ключі та зоряна сила, за які можна купувати речі чи монстрів у магазині.

## Розробка
У липні 2013 року компанія Big Blue Bubble оголосила, що у створенні монстра «Сахабуш» взяв участь Крістіан Буш із кантрі-дуету Sugarland.

## Відгуки критиків
Роб Річ з 148Apps позитивно оцінив гру, назвавши її «маленькою дивиною для музичних ентузіастів», однак відзначив наявність проблем із підключенням до серверів гри. Надя Оксфорд з Gamezebo також оцінила гру позитивно, назвавши її «новим поглядом на жанр містобудівних симуляторів», але також відповіла проблеми зі стабільністю з'єднання та довге очікування при розведенні монстрів.

### Нагороди та номінації
У травні 2015 року My Singing Monsters була номінована на щорічну інтернет-премію Tabby Award як найкраща гра для iPad в номінації «гра: діти, виховання та сім'я».